# Georgij V'jun
Georgij Ivanovič V'jun (in russo Георгий Иванович Вьюн?; Solncevska, 27 ottobre 1944 – San Pietroburgo, 29 novembre 2008) è stato un calciatore e allenatore di calcio sovietico, dal 1991 russo.

## Carriera

### Club
Di ruolo centrocampista, durante la sua carriera ha giocato principalmente con lo Zenit, con cui conta 169 presenze e 17 reti.

### Nazionale
Conta una presenza ed una rete con la Nazionale sovietica.

## Statistiche

### Cronologia presenze e reti in Nazionale
| Cronologia completa delle presenze e delle reti in nazionale ― Unione Sovietica | Cronologia completa delle presenze e delle reti in nazionale ― Unione Sovietica | Cronologia completa delle presenze e delle reti in nazionale ― Unione Sovietica | Cronologia completa delle presenze e delle reti in nazionale ― Unione Sovietica | Cronologia completa delle presenze e delle reti in nazionale ― Unione Sovietica | Cronologia completa delle presenze e delle reti in nazionale ― Unione Sovietica | Cronologia completa delle presenze e delle reti in nazionale ― Unione Sovietica | Cronologia completa delle presenze e delle reti in nazionale ― Unione Sovietica |
| Data                                                                            | Città                                                                           | In casa                                                                         | Risultato                                                                       | Ospiti                                                                          | Competizione                                                                    | Reti                                                                            | Note                                                                            |
| ------------------------------------------------------------------------------- | ------------------------------------------------------------------------------- | ------------------------------------------------------------------------------- | ------------------------------------------------------------------------------- | ------------------------------------------------------------------------------- | ------------------------------------------------------------------------------- | ------------------------------------------------------------------------------- | ------------------------------------------------------------------------------- |
| 16/6/1968                                                                       | Leningrado                                                                      | Unione Sovietica                                                                | 3 – 1                                                                           | Austria                                                                         | Amichevole                                                                      | 1                                                                               |                                                                                 |
| Totale                                                                          |                                                                                 | Presenze                                                                        | 1                                                                               |                                                                                 | Reti                                                                            | 1                                                                               |                                                                                 |